# Lijst van rijksmonumenten in Zevenhuizen (Zuidplas)
De plaats Zevenhuizen telt 17 inschrijvingen in het rijksmonumentenregister. Hieronder een overzicht.
| Object                                     | Oorspronkelijke functie?  | Bouwjaar               | Architect | Locatie              | Coördinaten?                 | Nr.?   | Afbeelding                     |
| ------------------------------------------ | ------------------------- | ---------------------- | --------- | -------------------- | ---------------------------- | ------ | ------------------------------ |
| Boerderij onder rieten wolfdak             | Boerderij                 | 17e eeuw               |           | Dorpsstraat 37       | 52° 0' 34" NB, 4° 34' 59" OL | 40451  | Boerderij onder rieten wolfdak |
| Tweebeukige kerk                           | Kerk en kerkonderdeel     | 1699 (ingebruikname)   |           | Dorpsstraat 170      | 52° 0' 45" NB, 4° 34' 53" OL | 40452  | Meer afbeeldingen              |
| Hoeve "Wei- en Bouwlust"                   | Boerderij                 | midden 18e eeuw        |           | Noordeinde 63        | 52° 1' 51" NB, 4° 34' 41" OL | 40453  | Meer afbeeldingen              |
| Eendrachtsmolen                            | Industrie- en poldermolen | 1721                   |           | Rottekade 1          | 52° 0' 9" NB, 4° 33' 13" OL  | 40454  | Meer afbeeldingen              |
| Zevenhuizer Verlaat                        | Scheepshulpmiddel         | 1740 (stichtingssteen) |           | Rottekade bij 1      | 52° 0' 7" NB, 4° 33' 13" OL  | 40455  | Meer afbeeldingen              |
| Tweemanspolder Molen No.4                  | Industrie- en poldermolen | 1721                   |           | Molenviergang 2      | 52° 1' 14" NB, 4° 33' 32" OL | 40456  | Meer afbeeldingen              |
| Tweemanspolder Molen No.1                  | Industrie- en poldermolen | 1730 (baard)           |           | Molenviergang 4      | 52° 1' 37" NB, 4° 33' 56" OL | 40457  | Meer afbeeldingen              |
| Tweemanspolder Molen No.2                  | Industrie- en poldermolen | 1729 (baard)           |           | Molenviergang 6      | 52° 1' 36" NB, 4° 33' 42" OL | 40458  | Meer afbeeldingen              |
| Tweemanspolder Molen No.3                  | Industrie- en poldermolen | 1792 (baard)           |           | Molenviergang 8      | 52° 1' 35" NB, 4° 33' 34" OL | 40459  | Meer afbeeldingen              |
| Boerderijcomplex "Land Kanaan"             | Boerderij                 | 1898                   |           | Eendrachtsdijk 4     | 52° 0' 30" NB, 4° 34' 57" OL | 525070 | Boerderijcomplex "Land Kanaan" |
| Boerderijcomplex: zomerhuis                | Boerderij                 | 1875-1898              |           | Eendrachtsdijk bij 4 | 52° 0' 30" NB, 4° 34' 57" OL | 525071 | Meer afbeeldingen              |
| Boerderijcomplex: wagenschuur              | Boerderij                 | 1898                   |           | Eendrachtsdijk bij 4 | 52° 0' 30" NB, 4° 34' 57" OL | 525072 | Boerderijcomplex: wagenschuur  |
| Boerderijcomplex: hek                      | Erfscheiding              | ca. 1898               |           | De Bongerd           | 52° 0' 30" NB, 4° 34' 50" OL | 525073 | Upload foto                    |
| Boerderij                                  | Boerderij                 | laatste kwart 19e eeuw |           | Bredeweg 94          | 52° 1' 28" NB, 4° 36' 26" OL | 525074 | Upload foto                    |
| Remonstrantse kerk met bijbehorend hekwerk | Kerk en kerkonderdeel     | 1866                   |           | Dorpsstraat 139      | 52° 0' 48" NB, 4° 34' 48" OL | 525075 | Meer afbeeldingen              |
| Voorzorg                                   | Boerderij                 | 1895                   |           | Eendrachtsweg 1      | 52° 0' 40" NB, 4° 34' 37" OL | 525076 | Voorzorg                       |
| Voormalig jachthuis "The Jolly Duck"       | Tuin, park en plantsoen   | 1920                   |           | Korenmolengat 2      | 52° 0' 25" NB, 4° 33' 39" OL | 525077 | Upload foto                    |